# Hermann Burte

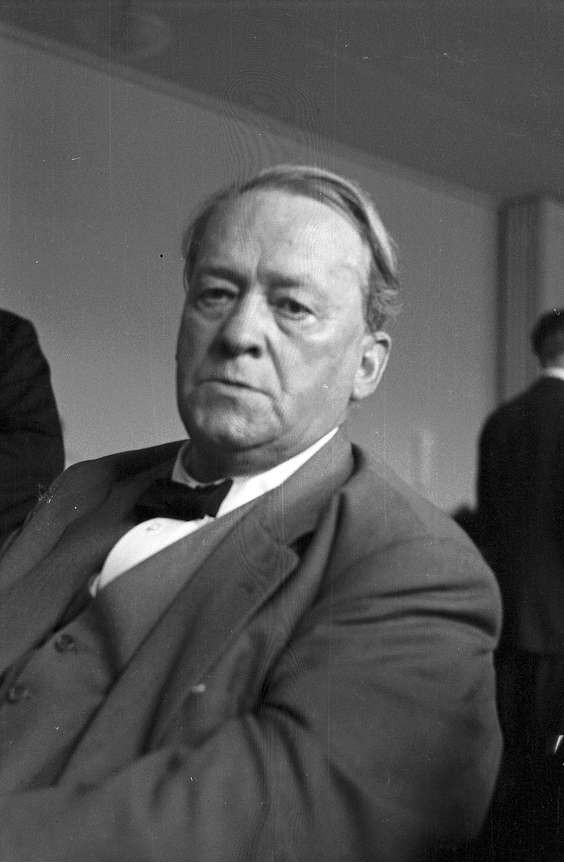
Hermann Burte, Badenweiler 1954

Hermann Burte tidigare Hermann Strübe, född 15 februari 1879, död 21 mars 1960, var en tysk författare.
Burte skrev diktsamlingarna Patricia (1910), Flügelspielerin (1913), Madlee (1923, på allemannisk dialekt) och Ursula (1930), romanerna Wiltfeber, der ewige Deutsche (1912) med nietzscheanskt motiv och Der besiegte Lurch (1933). Han skrev även dramatik med verk som Hertzog Urz (1913), Katte (1914), Simson (1917), Letzte Zeuge (1917), Apollon und Kassandra (1926), Krist vor Gericht (1930), Promethevs (1932), Warbeck (1935) och Mensch mit uns (1936). Skådespelet Katte hyllar Fredrik II av Preussen och fick stor betydelse för nationalsocialismen, till vilken Burte anslöt sig.